# Tachypleus gigas
Tachypleus gigas é uma espécie da família Limulidae.
Pode ser encontrada nos seguintes países: Índia, Indonésia, Malásia, Filipinas, Singapura e Tailândia.